# 조문주
조문주(1964년 ~ )는 국민은행 여자농구단의 선수이다. 1984년부터 1992년까지 활동하였다.

## 경력
1984년 성덕여상 졸업 후 국민은행에 들어가 성정아, 최경희가 이끌던 삼성생명과 라이벌전을 벌이며 여자농구 전성시대를 이끈 그였다. 까치를 상징으로 내걸었던 국민은행 센터라는 이유로 `큰 까치'로 불린 조씨는 1989시즌에 팀을 정상으로 이끌었고, 성정아, 최경희, 정은순과 함께 만리장성을 넘어 1990년 베이징 아시안게임 금메달을 땄다.
1991년에는 농구대잔치 통산 리바운드 1천500개 대기록도 세웠다.
1992년 3월 결혼 후 신혼여행도 반납한 채 국가대표팀 훈련에 참가했을 정도로 여자 농구에 열정을 불태운 조씨는 은퇴 후에는 1인 5역을 맡아 더욱 억척스런 삶을 살았다.
1988년 서울올림픽에서 여자국가대표로 활약했다. 2003년 대구하계유니버시아드대회 여자농구 감독을 맡았으며, 2006년 SBS스포츠 해설위원으로도 활약했다. 선수 시절 1988년 제12회 아시아 여자농구선수권 대회 우승, 1990년 제11회 베이징 아사아경기대회 우승 경력이 있다.
조문주씨는 고승리, 고소망, 고현지 슬하 세명의 자녀들이 있다.
숙명여대 대학원 체육학과에 `여자농구선수의 유ㆍ무산소성 운동능력 평가를 위한 필드테스트 프로그램'이라는 제목의 이학박사 논문을 제출, 통과됐다. 현역에서 물러난 뒤 15년 넘게 성신여대 농구팀에서 플레잉코치, 감독으로 뛴 경험을 바탕으로 농구선수 체력테스트를 실험실 대신 농구장에서 할 수 없는지 검토한 논문이다.
조문주 감독은 "FIBA 아시아 대회 10월 20일부터 인도네시아에서 열린다"며 "아시아 대회에서 4강 안에 들어야 세계대회에 출전할 수 있다. 좋은 성적을 거둬 세계대회에서 실력을 발휘할 수 있도록 최선을 다하겠다"고 밝혔다.